# 羗園
羗園，是臺灣屏東縣佳冬鄉的一個傳統地域名稱，古時為放索社人種薑的地方，其舊稱為薑園。位於該鄉中部略偏西，並向西南延伸至西部邊界。相較於今日行政區，其範圍大致包括羌園村不含西北部及西南部邊界地帶中至東段、玉光村西南部凸出部分的北半部、六根村西北端。
本地區境內主要聚落為羗園、四塊厝、蕃仔藔，設有羗園國小。

## 歷史
台灣日治初期，羗園地區為一街庄，稱為「羗園庄」（舊制街庄），隸屬於港東中里。該庄昔日西北及北與大武丁庄為鄰，東北與武丁潭庄、石見光庄為鄰，東南邊為茄苳腳庄，南邊及西南邊為塭仔庄，西邊隔林仔邊溪與林仔邊庄為界。
1901年（日治明治三十四年）11月11日，全台廢縣廳改設二十廳，該庄隸屬於阿猴廳。1904年（明治三十七年）4月15日，該庄編入「茄苳腳區」，隸屬於阿猴廳。1905年（明治三十八年）4月1日，阿猴廳改稱「阿緱廳」。1909年（明治四十二年）10月25日，全台合併二十廳為十二廳，茄苳腳區仍隸屬於阿緱廳。1920年（大正九年）10月1日，全台地方制度大改正，廢十二廳改設五州二廳，該庄改制為「羗園」大字，隸屬於高雄州東港郡佳冬庄（新制街庄）。
戰後佳冬庄改制為佳冬鄉，隸屬於高雄縣，大字亦改制為村。1950年（民國39年）10月1日，高、屏分治，佳冬鄉改隸屬於屏東縣。
相較於今日行政區，本地區的範圍大致包括羌園村不含西北部及西南部邊界地帶中至東段、玉光村西南部凸出部分的北半部、六根村西北端。

## 聚落
本地區發展較早的聚落為羗園、四塊厝、蕃仔藔，在日治初期的官方地圖上已有記載。

## 交通
台鐵屏東線是高雄至枋寮間的鐵路幹線，經過本地區西南部邊界地帶。最近的車站在北側為林邊車站，在南側為佳冬車站。前者屬三等站，停靠部分自強號、莒光號及全部區間快車、區間車；後者屬甲種簡易站，僅停靠區間車；由此等可前往台鐵沿線各站。
省道台17線又稱「西部濱海公路」，是甲南至水底寮的幹道，經過本地區西南部暨羗園聚落。由該道路北行可前往林邊鄉、東港鎮、新園鄉南部、高雄市林園區等地；南行可前往佳冬鄉佳冬市區、枋寮鄉，並止於水底寮聚落的省道台1線路口。
鄉道屏135線是昌隆至佳冬的道路，其西南側端點（終點）位於本地區西部偏南、羗園聚落的省道台17線路口，由此向東北東蜿蜒而行，會經過本地區的蕃仔藔聚落。

## 學校
- 羗園國小